# Aerospace Industries Association
Die Aerospace Industries Association (AIA) ist ein US-amerikanischer Wirtschaftsverband. Mitglieder sind über 300 Hersteller und Zulieferer aus der zivilen, militärischen und kommerziellen Luft- und Raumfahrtindustrie, darunter auch Dienstleister aus den rückwärtigen Bereichen und dem IT-Sektor. Die AIA wurde 1919 gegründet und hat ihren Hauptsitz in Arlington, Virginia (USA). AIA entwickelt auch die Fertigungsstandards namens nationale Luft- und Raumfahrtsnormen, die den Aerospace-Herstellern zur Verfügung stehen, die den militärischen Standards der Vereinigten Staaten für die Herstellung von Geräte entsprechen und Standards für andere verschiedene Komponenten bieten.
Der derzeitige Präsidentin und CEO der Organisation ist Eric Fanning.